# Biblioteca y Museo Presidencial de Dwight D. Eisenhower
La Biblioteca y Museo Presidencial de Dwight David Eisenhower es el lugar en Abilene, Kansas, en Estados Unidos y es parte de las Bibliotecas Presidenciales de los Estados Unidos de América dirigidas y administradas por Archivo Nacional de los Estados Unidos. 
El Centro Presidencial de Eisenhower incluye su tumba, la biblioteca de Eisenhower, información de la adolescencia del Presidente Dwight David Eisenhower el 34 presidente de los Estados Unidos
.
La admisión al centro del visitante, a la adolescencia casera, al lugar de la meditación (gravesite), y a los archivos está libre. La admisión al museo es $7. El complejo está 362 días abiertos al año.